# Leduc 010
Leduc 010 byl francouzský jednomotorový celoduralový experimentální letoun se záďovým zatahovacím podvozkem poháněný náporovým motorem .

## Vznik
V roce 1933 přihlásil René Leduc, bývalý statik-výpočtář u leteckého výrobce Société anonyme des ateliers d’aviation Louis Breguet, k patentování náporový motor, pro který zavedl název thermopropulseur (později statoreacteur). Tento patent se opíral o Leducovu teorii přeměny tepelné energie v energii kinetickou nebo potenciální. Jednalo se o průtok stlačitelné tekutiny (vzduch) vhodně tvarovanou trubicí s kladnými i zápornými zdroji tepla. Ukázalo se, že taková trubice může vyvodit velký tah bez potřeby pohyblivých součástí.

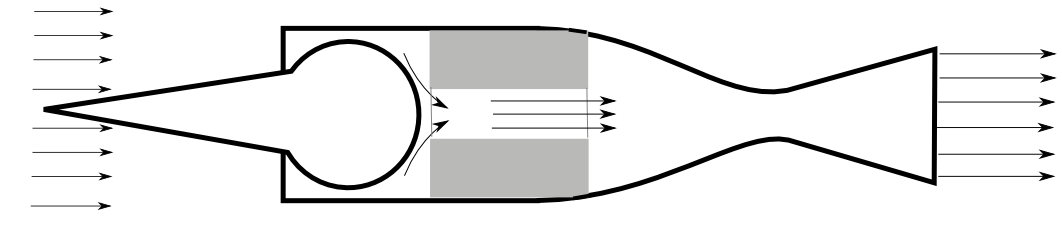
schéma náporového motoru

Následně Leduc vymyslel několik technických, především leteckých aplikací, které nechal patentovat v roce 1934 jako dodatek k patentu z předešlého roku. V tomto období byl Leduc znovu zaměstnán u společnosti Breguet, kde mohl pokračovat ve vývoji svého náporového motoru. Experimenty s modelem thermopropulseuru prováděl v pařížských laboratořích La Compagnie Parisiene de l'Air Comprimé. Díky finanční podpoře od Ministere de l'Air překonal při experimentech se svým motorem do poloviny roku 1936 potíže se stabilitou hoření.
Od roku 1936 se začal René Leduc zabývat praktickým využitím tohoto pohonu v letounu. Uvědomoval si, že stroj nebude schopen vzlétat samostatně pouze vlivem náporového motoru a bude nutné jej do vzduchu vynést a na dostatečnou rychlost přivést uměle.
V roce 1937 objednala státní instituce Service Technique et des Recherches Scientifiques de l'Aéronautique u Leduca stavbu malého experimentálního letadla s náporovým motorem a stavbu malé plynové turbíny k pohonu pomocných agregátů. V závodu firmy Breguet ve Villacoublay bylo pro Leduca zřízeno výzkumné oddělení, kde společně s Ing. André Dugasem a dvěma kresliči začal vznikat první Leducův letoun.
V roce 1938 byl na Pařížském aerosalonu vystaven model tohoto letounu a současně byla u společnosti Breguet zahájena stavba trupové skořepiny nového stroje s typovým označením Leduc 010.
Po německém útoku na západ Evropy 10. května 1940 zahájila Leducova skupina 5. června evakuaci vlakem z Villacoublay do Biarritzu, kterého dosáhla 14. května. Součástí evakuace byl i dokončený trup a pohonná jednotka, která již byla připravena k testům v aerodynamickém tunelu. Když se také město Biarritz stalo součástí okupované Francie, přemístila se Leducova konstrukční skupina do okolí Toulouse. Zde se jí ujal Louis Breguet a umožnil jí pokračovat v práci ve svém závodu v Montaudranu. Zde byla dokončena stavba ocasních ploch, křídla a průběžně se vyvíjel palivový systém a pomocná zařízení.
V otázce vyzkoušení hotového letadla se Leduc inspiroval úspěšnými pokusy provedenými v druhé polovině 30. let 20. století u severoirské firmy Short Brothers se systémem Short-Mayo-Composite. V tomto případě vynášel čtyřmotorový létající člun třídy Short Empire Flying Boat menší čtyřmotorový plovákový hydroplán Mercury do vzduchu, který se po určité době odpoutal a pokračoval samostatným letem.
Když 11. listopadu 1942 začalo Německo okupovat i zbytek Francie, byli do Toulouse vysláni dozorčí pověřenci a odborníci na systémy Mistel, kteří naléhali na urychlení vývoje. V noci z 5. na 6. dubna 1944 byl však závod v Montaudranu bombardován, křídlo stroje 010 bylo zničeno a zbytek Leduc ukryl na venkově. Dokumentace byla zakonzervována.
Po osvobození Francie projevil stát zájem o dokončení vývoje Leducova letounu a uhradil Breguetovi náklady, které doposud vynaložil. Nyní bylo nutné postavit nové křídlo, vybavit 010 letovými a měřícími přístroji, dokončit záchranný systém oddělitelné přídě s padákem a brzdy podvozku. Jako nosný letoun byl nakonec vybrán dopravní Bloch (SNCASE) SE.161 Languedoc.

## Vývoj

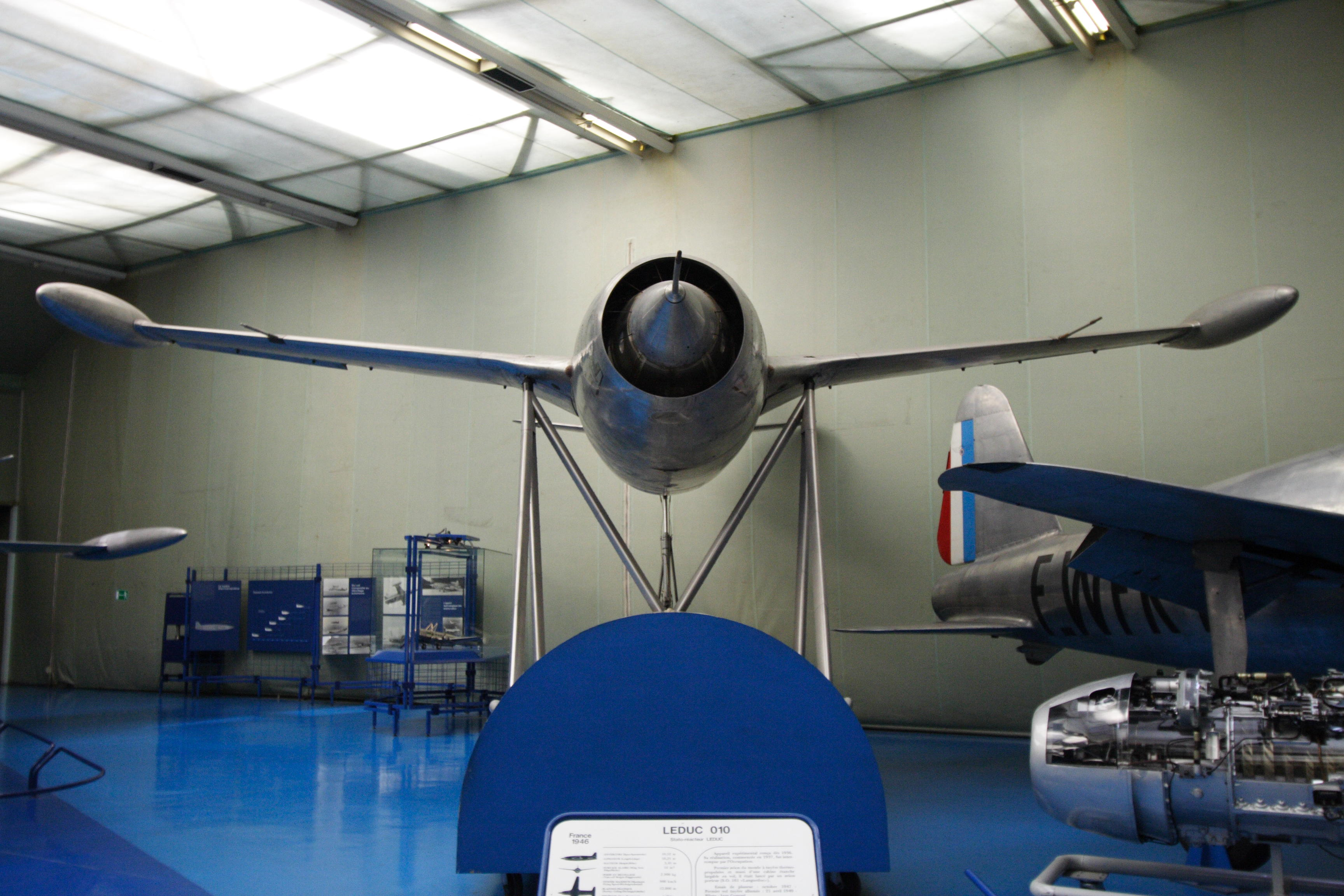
„Leduc 010-03“ nesený autentickou soustavou vzpěr na horní části trupu nosného letounu Languedoc

Po přesunu Leducovy skupiny do nového sídla v Toulouse se pokračovalo konstrukcí mechanicko-hydraulického nosného zařízení, připojeného na hřbetě Languedocu nad jeho těžištěm. Samotné dokončovací práce trvaly do podzimu 1946, kdy byla sestava letadel Leduc 010-01-Languedoc připravena k prvnímu letu, který byl vykonán 19. listopadu. V rozmezí 2. až 8. letu byla testována stabilita a řiditelnost sestavy. Leduc 010-01 se s pilotem Jeanem Gonordem od sestavy odpoutal při 14. letu 21. října 1947 a klouzavým letem přistál.
Náporový motor byl poprvé zažehnut během 18. letu dne 24. listopadu 1948, první let odpoutaného prototypu se spuštěnou pohonnou jednotkou byl vykonán při 41. letu 21. dubna 1949. Na podzim 1949 byla sestava přelétnuta do Brétigny, kde sídlilo státní Středisko pro letové zkoušky (CEV). Pilot Gonord zde dosáhl 12. července 1949 při 50. letu výšky 11 000 m, 22. ledna 1951 během 73. letu rychlosti M = 0,7 za vodorovného letu a 23. února 1951 vytrvalost 25 min při rychlosti 500 km/h ve výšce 4500 m.
Od října se na testech podílel také nový nosný Languedoc (výr. č. 31, imatrikulace F-BCUT) a od začátku roku 1951 i druhý zkušební pilot Yvan Littolff. Ten na letounu 010-01 dosáhl 14. června násobku zatížení 3,5 g. Při 120. letu dne 25. července došlo při odpoutávání od nosného letounu k havárii, při níž musel Littolff nouzově přistát mimo letiště. Leduc 010-01 byl částečně opraven, nadále však sloužil jen k pozemním zkouškám.
V tomto období projevil stát i armáda mimořádný zájem o Leducovy experimenty. Konstruktér se ovšem odmítal stát součástí některého ze státních leteckých podniků a proto mu bylo za pomoci odkoupení části jeho patentů umožněno založení rodinného podniku v Argenteuil v dílnách zaniklé společnosti FBA.
Prvním produktem reorganizované vývojové skupiny v Argenteuil byl druhý upravený prototyp Leduc 010-02 dokončený v březnu 1950. Absence dostatečně dlouhé VPD v této oblasti vedla k přepravě letounů lodní cestou a následně po silnici do Brétigny, odkud stroje přelétaly na zkušební letiště Plaine de Crau v Istres. Zde pak po 11 měsíců probíhaly testy účinnosti náporového motoru. Od září 1950 se do zkoušek zapojil třetí zkušební pilot Jean Serrail z CEV. Dne 27. listopadu byl z důvodu defektu palivového čerpadla nucen s druhým prototypem nouzově přistát, přičemž se odtrhla příď s pilotní kabinou a pilot se zranil. Leduc 010-02 vykonal celkem 44 lety z toho 11 se zažehnutým náporovým motorem systému Leduc.
Od počátku roku 1951 probíhaly zkoušky náporového motoru s nástupcem Leduc 016. Nový letoun měl zvětšenou a hranatější SOP a na konce křídla přibyly dvě vřetenovitá tělesa. Jinak se od předchozích dvou prototypů tvarově příliš nelišil.

## Hlavní technické údaje

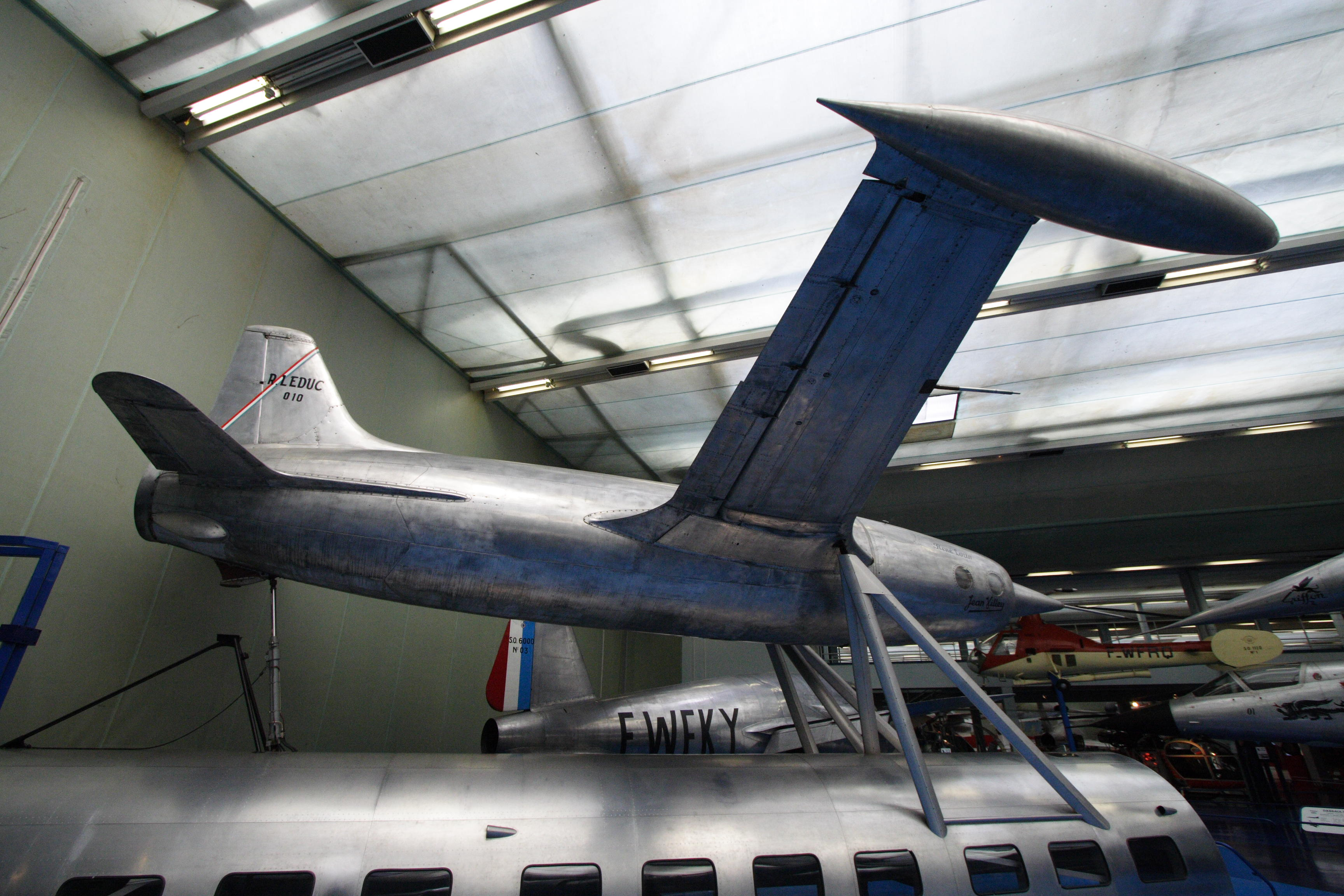
Leduc 016 vystavovaný jako Leduc 010-03

Údaje dle
- Rozpětí: 10,52 m
- Délka: 10,25 m
- Výška: 3,39 m
- Nosná plocha: 16,00 m²
- Vzletová hmotnost: 3000 kg
- Maximální rychlost: M = 0,82
- Dostup: 12 000 m
- Stoupavost: 30 m/s